# محمد ماجد الكردي
محمد ماجد الكردي ( 1294- 1349هـ = 1877- 1931م) هو محمد ماجد بن محمد صالح ابن الشيخ فيض الله ابن حسن الكردي المكي: فاضل، عالم من أهل مكة المكرمة. مولده ووفاته بها.

## نشأته
انتقل والد جده إلى مكة من بلاد الكرد، في أوائل القرن الثالث عشر للهجرة. فولد فيها ونشاء محب للعلم والعلماء، شغوفا بالكتب.
وقد تلقى العلم على أيدي علماء مكة المكرمة، فحفظ بالقرآن الكريم، كما كان مقبلاً على القراءة والاطلاع وكثيرًا ما كان يقتني الكتب المخطوطة والمطبوعة وجعلها ضمن محتويات مكتبته (الماجدية) التي نالت مكانة عظيمة وأهمية كبيرة في مكة المكرمة ؛ نظرًا لما تحتويه من مجموعات قيمة في التفسير والحديث النبوي والفقه واللغة والأدب والدواوين الشعرية وكتب التراث، ومما ساعد الكردي على تكوين مكتبته أنه كان على اتصال بأصحاب المكتبات والمهتمين بالكتب في جميع أرجاء العالم الإسلامي، مما سهل استيراد ما يستجد ويندر من الكتب المخطوطة والمطبوعة ومن ثم يضمها إلى مكتبته (الماجدية).

## نشاطه العلمي والثقافي
يعد الكردي من علماء الحجاز البارزين ذوي الإسهامات الفكرية والعملية لدفع عجلة التقدم وتطوير البلاد في حكم الأشراف وفي الحكم السعودي.
وللكردي تعليقات على كثير من الكتب التي بمكتبته، كما له مؤلفات عدة من الكتب والرسائل وهي في غالبها غير مطبوعة ومنها:
- معجم كنز العمال.
- معجم التخاميس في الشعر.
- المنتخبات الماجدية.[2]

### المطبعة الماجدية
أسس الكردي المطبعة الماجدية عام 1327هـ، ويعد الكردي من أوائل الناس الذين فكروا في تأسيس المطابع في الحجاز عامة وفي مكة المكرمة خاصة. وتشتمل المطبعة الماجدية -والتي عُرفت أيضًا بـ ( مطبعة الترقي الماجدية)- على إصدرات المطابع المحلية في ذلك الوقت إلى جانب ما يرد إليها من الخارج مصر، والهند، وتركيا والجمهوريات الإسلامية (آسيا الوسطى)، وعلى إثر ذلك اكتسب الكردي ومطبعته شهرة واسعة وسمعة طيبة في العالم العربي والإسلامي خاصة بين أوساط العلماء والمفكرين.
وتشتمل المطبعة الماجدية -والتي عُرفت أيضًا بـ ( مطبعة الترقي الماجدية)- على إصدرات المطابع المحلية في ذلك الوقت إلى جانب ما يرد إليها من الخارج مصر، والهند، وتركيا والجمهوريات الإسلامية (آسيا الوسطى)، وعلى إثر ذلك اكتسب الكردي ومطبعته شهرة واسعة وسمعة طيبة في العالم العربي والإسلامي خاصة بين أوساط العلماء والمفكرين.

### المكتبة الماجدية
كانت المكتبة الماجدية من أكبر المكتبات بباب السلام بالحرم المكي في ذلك الزمان، كما تميزت بتنوع محتوياتها، فضمت الكتب والمصادر، والرسائل الشرعية والتاريخية والأدبية وا الغوية. والمكتبية الماجدية مكتبة لبيع الكتب، عدا مكتبة الكردي الخاصة والتي أشاد بها العلماء.
بدأ الكردي تكوين مكتبته في أول سنوات شبابه حتى وصل عدد محتوياتها إلى ستة آلاف مجلد، وإلى جانب المطبوعات العربية من مصر والشام والعراق والمغرب وغيرها، توجد مطبوعات أوربية من ليدن بهولندا، وألمانيا وبريطانيا وفرنسا وغيرها. وكان الكردي يبذل أي مبلغ طائل في سبيل شراء الكتب خاصة النوادر منها.
وصف الأستاذ عبد الله عبد الجبار المكتبة الماجدية في قوله:
"ومن خير مكتبات مكة المكتبة الماجدية التي جمعها الشيخ محمد ماجد الكردي، وكونها من نوادر المطبوعات، ولا سيما مطبوعات أوروبا، ونفائس الكتب الخطية، وفيها معجم المشجرات"
كما كتب الأستاذ عبد القدوس الأنصاري عن المكتبة الماجدية في مجلة المنهل مقالة بعنوان: ( المكتبة الماجدية بمكة المشرفة).

## حياته العملية
- مديرًا لمديرية المعارف ( نواة وزارة التعليم السعودية) من 1346-1347هـ وفي زمن إدارته أرسلت أول بعثة سعودية للخارج والتحق طلابها بمعاهد مصر ومدراسها.
- مديرًا لمديرية الأوقاف بمكة المكرمة.[5]